# パク・ボヨン
パク・ボヨン（韓国語: 박보영、1990年2月12日 - ）は、韓国の女優・タレント。忠清北道曽坪郡出身。BHエンターテインメント所属。パク・ポヨンとも表記される。

## 人物
1990年2月12日に大韓民国忠清北道曽坪郡で3姉妹の次女として生まれる。

## 来歴

### 2006年 - 2010年
2006年にドラマ『秘密の校庭』でデビュー。当時新人俳優だったイ・ミンホと共演した。
2008年の映画『過速スキャンダル』で主演を務め、830万人を動員する大ヒットとなった。また本作で、数々の賞を総なめにして人気女優に上り詰め、韓国では「国民の妹」という愛称で呼ばれるようになった。

### 2011年 - 2014年
2012年の主演映画『私のオオカミ少年』も観客動員数665万人を突破。
2014年にイ・ジョンソクとの共演作『僕らの青春白書』に出演し、やんちゃな高校生役を演じた。

### 2015年 - 2019年
2015年、『京城学校 消えた少女たち』で主演を務めた。また同年、tvNのドラマ『ああ、私の幽霊さま』で7年ぶりのドラマ出演と同時にドラマ初主演を果たした。この作品での出演料は、tvNに出演する女優の最高水準と報じられている
。ドラマはヒットし、「第4回APANスターアワード」で「最優秀女優賞」を受賞した。また、韓国のマスコミから「ロマンチックコメディの女王」と呼ばれた。
2017年にJTBCのテレビドラマ『力の強い女ト・ボンスン』で超人的な力を持つ主人公ト・ボンスン役を演じた。この作品は、当時のJTBC史上最も視聴率の高いドラマとなり、
「第12回ソウル国際ドラマアワード」で「韓流ドラマ女性演技者賞」
、「第1回ソウルアワード」では「最優秀女優賞」を受賞するなどした。
2018年には映画『君の結婚式』で再びスクリーンに戻ってきた。この映画は来場者数が200万人を超え、好評を博した。
2019年5月にtvNのテレビドラマ『アビス』に出演した。神秘的なオーブによって復活した後、素朴な女の子に変身する美しい検察官を演じた。同年11月、腕の負傷のため活動休止を発表。

### 2020年 - 現在
2020年2月、Fides SpatiumからBHエンターテインメントに事務所を移籍した。
2021年にtvNのテレビドラマ『ある日、私の家の玄関に滅亡が入ってきた』で活動を再開した。この作品では、ソ・イングクとともに主演を務め、放送前から話題となった。また同年4月26日に個人のInstagramのアカウントを開設し、初の投稿では投稿してから17時間以内に165,000件のいいねが集まった。さらに2022年11月11日にはweverseアカウントも開設した。

## 出演

### 映画
- イコール（2005年） - キム・ダミ 役
- うちの学校のET（2008年） - ハン・ソニ 役
- 超感覚カップル（2008年） - ヒョンジン 役
- 過速スキャンダル（2008年） - 主演：ファン・ジョンナム / ファン・ジェイン 役
- 視線1318（2009年） - キム・ヒス 役
- 未確認動画: 絶対クリック禁止（朝鮮語版）（2012年） - 主演：セヒ 役[10][11]
- 私のオオカミ少年（2012年） - 主演：ソニ / ウンジュ 役[12][13]
- 僕らの青春白書（朝鮮語版）（2014年） - 主演：パク・ヨンスク 役[14]
- 京城学校 消えた少女たち（2015年） - 主演：チャ・ジュラン 役[15]
- フィッシュマンの涙（2015年） - ジュジン 役[16]
- 恋するインターン 〜現場からは以上です!〜（朝鮮語版）（2015年） - 主演：ト・ラヒ 役[17]
- 君の結婚式（朝鮮語版）（2018年） - 主演：ファン・ソニ 役[18]
- コンクリート・ユートピア（2023年）- 主演：ミョンファ 役[19]

### テレビドラマ
- 秘密の校庭（2006年、EBS） - チャ・アラン 役
- 魔女ユヒ（2007年、SBS） - 幼少期のマ・ユヒ 役
- 王と私（2007年-2008年、SBS） - 幼少期の廃妃尹氏 役
- 走れサバ（2007年、SBS） - シム・チョンア 役
- ジャングル・フィッシュ（2008年、KBS） - イ・ウンス 役
- 必殺! 最強チル（2008年、KBS） - チェ・ウヨン 役
- スターの恋人（2008年-2009年、SBS） - 幼少期のイ・マリ 役
- ああ、私の幽霊さま（2015年、tvN） - 主演：ナ・ボンソン 役[20]
- 力の強い女 ト・ボンスン（2017年、JTBC） - 主演：ト・ボンスン 役[21]
- アビス（2019年、tvN） - 主演：コ・セヨン 役[22]
- ある日、私の家の玄関に滅亡が入ってきた（2021年、tvN） - 主演：タク・ドンギョン 役[23]
- 今日もあなたに太陽を ～精神科ナースのダイアリー～（2022年、Netflix）- 主演：チョン・ダウン 役[24]
- 力の強い女カン・ナムスン（2023年、JTBC） -ト・ボンスン役（カメオ出演）[25]
- 照明店の客人たち (2024年、Disney+) -主演：クォン・ヨンジ役
- 恋するムービー　(2025年、Netflix)  - 主演キム・ムビ役
- 未知のソウル (2025年、tvN) -主演：ユ・ミレ ユ・ミジ役
- ゴールドランド(原題) (2026年 Disney+) 主演：キム・ヒジュ

### バラエティ
- ユ＆キムの遊びにおいで（2012年、MBC）[26]
- 芸能in TV the TREND（2012年、JTBC）[27]
- SBSテレビ芸能（2012年、SBS）[28]
- セクションTV芸能通信（2012年、MBC）[29]
- ランニングマン（2012年、SBS）[30]
- ユ＆キムの遊びにおいで（2012年、MBC）[31]
- セクションTV芸能通信（2013年、MBC）[32]
- ジャングルの法則（2013年、SBS）[33]
- Get it Beauty self（2013年、OnStyle）[34]
- ランニングマン（2013年、SBS）[35][36]
- 良い朝（2014年、SBS）[37]
- 1泊2日（2015年、KBS 2TV）[38][39]
- セクションTV芸能通信（2015年、MBC）[40]
- ランニングマン（2015年、SBS）[41]
- セクションTV芸能通信（2015年、MBC）[42]
- 芸能街中継（2015年、KBS 2TV）[43]
- ギャグコンサート（2015年、KBS 2TV）[44]
- WE KID（2016年、Mnet）[45]
- 一食ください（2017年、JTBC）[46]
- SBSテレビ芸能（2018年、SBS）[47]

- 見習い社長の営業日誌（2021年）

### ラジオ
- チェ・ファジョンのパワータイム（2012年、SBSパワーFM）[48]
- パク・ソヒョンのラブゲーム（2012年、SBSパワーFM）[49]
- 2時脱出Cultwo Show（2018年、SBSパワーFM）[50]

### ミュージック・ビデオ
- SPEED「It's Over」「悲しい約束」[51]
- BEAST「FICTION」
- IU「나만 몰랐던 이야기（私だけ知らなかった話）」
- 박보영 「너의 얼굴을 보면(the moment i see you)」

## 雑誌
- 「Harper's BAZAAR」2015年6月号[52]
- 「SURE」2015年7月号[53]
- 「THE STAR」2015年11月号[54]
- 「CeCi CAMPUS」2015年12月号[55]
- 「NYLON」2015年12月号[56]
- 「GQ」2015年12月号
- 「Harper's BAZAAR」2015年12月号
- 「ELLE」2016年11月号[57]

## 賞とノミネート

### 受賞
- 2007年　SBS演技大賞 子役賞 -『王と私』
- 2008年　シネ21大賞 新人女優賞 -『過速スキャンダル』
- 2009年　第6回マックス映画祭 新人女優賞 -『過速スキャンダル』
- 2009年　第45回百想芸術大賞 新人賞、人気賞 -『過速スキャンダル』
- 2009年　第2回韓国ジュニアスター大賞 映画部門大賞 -『過速スキャンダル』
- 2009年　第29回韓国映画評論家協会賞 新人女優賞 -『過速スキャンダル』
- 2009年　第17回韓国文化娯楽大賞 新人女優賞 -『過速スキャンダル』
- 2009年　第5回大韓民国大学映画祭 新人女優賞 -『過速スキャンダル』
- 2009年　第30回青龍映画賞 新人女優賞 -『過速スキャンダル』
- 2009年　第32回ゴールデンシネマグラフィ大賞 新人女優賞 -『過速スキャンダル』
- 2009年　第12回ディレクターカット大賞 新人女優賞 -『過速スキャンダル』
- 2009年　第46回大鐘賞 人気賞 -『過速スキャンダル』
- 2009年　第4回アンドレキムベストスターアワード 女性スター賞
- 2012年　第49回世界勤倹デー 財務委員長からの表彰
- 2012年　第4回ピアソン映像フェスティバル 最高俳優賞 -『私のオオカミ少年』[58]
- 2013年　第7回Mnet20's Choice Awards 映画部門20代スター賞 -『私のオオカミ少年』
- 2013年　第11回韓国ジュエリーフェア ベストジュエリーレディー[59]
- 2014年　第22回韓国文化娯楽賞 映画部門優秀女優賞 -『僕らの青春白書』
- 2015年　第15回コリアワールドユース映画祭 人気女優賞 -『京城学校 消えた少女たち』
- 2015年　第36回青龍映画賞 人気スター賞 -『京城学校 消えた少女たち』）[60]
- 2015年　第4回APANスターアワード 優秀女優賞 -『ああ、私の幽霊さま』）[61]
- 2016年　tvN10アワード 最優秀化学賞 with キム・スルギ -『ああ、私の幽霊さま』
- 2016年　InStyleスターアイコン賞 最優秀女優賞
- 2016年　8thスタイルアイコンアジア スタイルアイコン賞
- 2016年　第5回 KOPA＆Nikon Press Photo Awards 最優秀フォトジェニック賞
- 2017年　V LIVEアワード スペシャルV LIVE賞
- 2017年　第12回ソウル国際ドラマアワード 韓流ドラマ女性演技者賞 -『力の強い女 ト・ボンスン』[62]
- 2017年　第1回ソウルアワード 最優秀女優賞 -『力の強い女 ト・ボンスン』[63][64]
- 2017年　KAAアワード 最優秀モデル賞
- 2017年　第8回大韓民国大衆文化芸術賞 文化体育観光部長官表彰[65]
- 2018年　第23回消費者の日 最優秀女優賞 -『君の結婚式』[66]
- 2018年　第13回Soompiアワード ベストカップル賞 with パク・ヒョンシク -『力の強い女 ト・ボンスン』

### ノミネート
- 2009年　第17回春史映画芸術賞 新人女優賞 -『過速スキャンダル』
- 2009年　第18回釜日映画賞 新人女優賞 -『過速スキャンダル』
- 2009年　第46回大鐘賞 新人女優賞 -『過速スキャンダル』
- 2009年　第3回Mnet 20's Choice 映画部門スター賞 -『過速スキャンダル』
- 2009年　第3回Mnet 20's Choice Hotブームアップソング賞 -『過速スキャンダル』
- 2016年　tvN10アワード ベストキス賞 with チョ・ジョンソク -『ああ、私の幽霊さま』
- 2016年　tvN10アワード ロマンティックコメディ女優賞 -『ああ、私の幽霊さま』
- 2017年　第53回百想芸術大賞 最優秀女優賞 -『力の強い女 ト・ボンスン』
- 2017年　第12回ソウル国際ドラマアワード 最優秀女優賞 -『力の強い女 ト・ボンスン』[67]
- 2018年　第39回青龍映画賞 最優秀女優賞 -『君の結婚式』[68]
- 2018年　第2回ソウルアワード 最優秀女優賞、人気賞 -『君の結婚式』
- 2018年「第13回Soompiアワード 女性部門今年の演技賞 -『力の強い女 ト・ボンスン』
- 2018年　第13回Soompiアワード ベストキス賞 with パク・ヒョンシク -『力の強い女 ト・ボンスン』